# The Gift (album av Kenny Rogers)
The Gift är ett julalbum från 1996 av Kenny Rogers, utgivet på Magnatone.
Albumet tog honom tillbaka till listorna, både med själv albumet (10:a på countrylistorna, #63:a på poplistorna och 1:a på helg- och kristna listan), men också med en singel ("Mary, Did You Know?" med Wynonna Judd som nådde 55:e plats på countrylistan).
När Kenny Rogers 1997 lämnade skivmärket och Curb tagit över det som givets ut på Magnatone släpptes albumet på nytt inför julen 2002.

## Låtlista
1. "Mary, Did You Know?" –  3:53
2. "A Soldier's King" – 3:56
3. "Pretty Little Baby Child" – 3:48
4. "What a Wonderful Beginning" – 3:51
5. "It's the Messiah" – 3:51
6. "I Trust You" – 2:38
7. "Sweet Little Jesus Boy" – 2:54
8. "The Chosen One Montage" – 15:43
9. "Til the Season Comes Around Again" – 3:55